# Albert Wüst
Albert Wüst (* 23. November 1840 in Mergentheim; † 25. Februar 1901 in Halle (Saale)) war ein deutscher Landtechniker. Als Professor für landwirtschaftliche Maschinenkunde und Meliorationswesen lehrte er seit 1873 an der Martin-Luther-Universität Halle-Wittenberg.

## Leben und Wirken
Albert Wüst, Sohn eines Stadtpfarrers, frühzeitig interessiert an der Technik, besuchte zunächst das Polytechnikum in Stuttgart und begann dann eine praktische Laufbahn als Ingenieur in einer Maschinenfabrik. Ab 1863 war er mehrere Jahre lang in England in einer Fabrik für landwirtschaftliche Maschinen tätig. 1869 übernahm er in Reutlingen eine leitende Stellung als Betriebsingenieur in einer Maschinenfabrik. Aufgrund mehrerer Publikationen in agrarwissenschaftlichen Fachzeitschriften eröffnete sich ihm der Weg zur Promotion. 1871 erlangte er an der naturwissenschaftlichen Fakultät der Universität Bonn mit der Dissertation Theorie der Centrifugal-Regulatoren die Doktorwürde.
1872 erhielt Wüst eine Anstellung als Dozent für Physik und Maschinenkunde an der Landwirtschaftlichen Akademie in Bonn-Poppelsdorf. 1873 folgte er einem Ruf an die Universität Halle (Saale) als Nachfolger von Emil Perels auf den Lehrstuhl für landwirtschaftliche Maschinenkunde und Meliorationswesen. 1896 musste er seine Lehrtätigkeit aus gesundheitlichen Gründen aufgeben.
Mit Beginn seiner Lehrtätigkeit an der Universität Halle hatte Wüst auch die Geschäftsführung der an der Universität angegliederten Maschinen-Prüfungsstation übernommen, der er bis 1895 als technisches Kommissionsmitglied angehörte. Von seinen eigenen technischen Konstruktionen ist die Erfindung eines Kurbelkraftmessers hervorzuheben.
Wüst ist mit einer Vielzahl von Publikationen hervorgetreten. Kleinere Beiträge erschienen u. a. in „Fühlings Landwirtschaftliche Zeitung“, in der „Illustrierten Landwirtschaftlichen Zeitung“, in der „Deutschen Landwirtschaftlichen Presse“ sowie in der „Zeitschrift des Vereins Deutscher Ingenieure“. Von 1875 bis 1879 war Wüst federführender Herausgeber von Jahresberichten über Die Fortschritte im landwirthschaftlichen Maschinenwesen. Zu seinen bedeutendsten Buchveröffentlichungen gehören eine mehrfach aufgelegte Leicht-fassliche Anleitung zum Feldmessen und Nivellieren (1882) und eine für den praktischen Landwirt konzipierte Landwirtschaftliche Maschinenkunde (1882). Als ein für die Geschichte des Landbaus beachtenswertes Zeitdokument gilt sein 1889 im „Handbuch der Gesamten Landwirtschaft“ publizierter Übersichtsbeitrag über die für den Acker- und Pflanzenbau wichtigsten Geräte und Maschinen.
Sein Sohn Ewald Wüst war Geologieprofessor in Kiel.

## Wichtigste Bücher und Schriften
- Theorie der Centrifugal-Regulatoren. Diss. math.-nat. Univ. Bonn 1871. - Als Broschüre bei: Liesching und Comp. Stuttgart 1871.
- Die Fortschritte im landwirthschaftlichen Maschinenwesen. Jahresbericht für landwirthschaftliche Maschinen und Geräthe zu Halle a. d. S. Verfasst im Auftrage des Vorstandes der Prüfungsstation: Jg. 1, 1875, Verlag Baumgärtner Leipzig; Jg. 2, 1876, Verlag Wiegand, Hempel und Parey Berlin; Jg. 3, 1877, ebd.; Jg. 4 1879, ebd.
- Die Mähemaschinen der Neuzeit. Eine Darstellung ihrer Theorie und Construktion. Mit einer Anleitung zur Prüfung von Mähemaschinen bei Concurrenzen. Zum Selbststudium für Landwirthe, Fabrikanten, Ingenieure und zum Gebrauche bei Vorlesungen an landwirthschaftlichen und technischen Lehranstalten. Baumgärtner´s Buchhandlung Leipzig 1875.
- Anleitung zum Gebrauch eines Taschen-Rechenschiebers für Techniker. Mit einem Rechenschieber. Verlag Hofstetter Halle a. S. 1880; 2. Aufl. 1890; 3. Aufl. 1895; 4. Aufl. 1900; 5. Aufl. herausgegeben von Dr. Ewald Wüst 1904.
- Landwirtschaftliche Maschinenkunde. Handbuch für den praktischen Landwirt. Verlag Paul Parey 1882; 2. Aufl. 1889.
- Leichtfassliche Anleitung zum Feldmessen und Nivellieren. Für praktische Landwirte und landwirtschaftliche Lehranstalten. Verlag Paul Parey Berlin 1882; 2. Aufl. 1886; 3. Aufl. 1892; 4. Aufl. 1896; weitere Auflagen bearbeitet von Alwin Nachtweh = Thaer-Bibliothek Bd. 62.
- Die für den Acker- und Pflanzenbau wichtigsten Geräte und Maschinen. In: Handbuch der Gesamten Landwirtschaft. Herausgegeben von Theodor Freiherr von der Goltz. Verlag der H. Laupp´schen Buchhandlung Tübingen, Bd. 2, 1889, S. 655–736.